# 東海道 (中華民國)
東海道，中华民国初期设置的道，属山东省。
民国十四年（1925年）10月，奉系军阀、山东督办兼省长张宗昌废除袁世凯时代设置的山东四道（济南道、济宁道、东临道，胶东道），将山东省分为十一道。東海道由胶东道分置，道尹驻福山县（今山东省烟台市福山区）。辖福山县、蓬莱县、黄县、栖霞县、招远县、莱阳县、牟平县、文登县、荣成县、海阳县等10县。辖境相当今山东烟台市、威海市等地。民国十七年（1928年）5月，国民革命军北伐後废。 